# وینود مهرا
وینود مهرا (انگلیسی: Vinod Mehra; ۱۳ فوریهٔ ۱۹۴۵ – ۳۰ اکتبر ۱۹۹۰) بازیگر، تهیه‌کننده فیلم و کارگردان فیلم اهل هند بود.

## فیلم‌شناسی
- عشق جاویدان
- دشمن حیات
- جریمه
- همه جا را آتش بزنید
- عاطفه
- بی‌نظیر
- دین و قانون
- انسانیت
- خوددار
- مار
- سرگردان
- خانه
- اعلان
- تله
- توطئه
- عشق اینجوری کجاست
- نور جاویدان
- تقاضا
- آرجون پاندیت
- بیست سال بعد
- بی‌بازگشت به تو
- چهره‌ای بر چهره‌ای دیگر
- پلیس دزد